# مسجد جامع بدرآباد
مسجد جامع بدر آباد مربوط به دوره آل مظفر است و در میبد، راسته بازارچه بدر آباد واقع شده و این اثر در تاریخ ۲ بهمن ۱۳۸۲ با شمارهٔ ثبت ۱۰۸۸۱ به‌عنوان یکی از آثار ملی ایران به ثبت رسیده است.